# Citrinophila bennetti
Citrinophila bennetti är en fjärilsart som beskrevs av Jackson 1967. Citrinophila bennetti ingår i släktet Citrinophila och familjen juvelvingar. Inga underarter finns listade i Catalogue of Life.